# نسمة مصطفى
نسمة مصطفى (1992 -) ممثلة إماراتية.

## مشوارها الفني
بدأت مجال التمثيل بالصدفة عندما اكتشفها الكاتب جمال سالم. قدمت شخصيات عديدة في أعمال مختلفة جمعتها مع أبرز الفنانين، منها «زمان أول» مع غانم السليطي، «هواجس» مع غازي حسين وسعاد علي، «طماشة» مع جابر نغموش، و«قبل الأوان» مع المخرج عارف الطويل.

## أعمالها

### المسلسلات
- 2014 - طماشة جزء 5
- 2015 - شبيه الريح
- 2016 - مكان في القلب
- 2017 - طماشة جزء 6
- 2017 - صوف تحت حرير
- 2018 - حدك مدك
- 2019 - ص. ب. 1003

### المسرحيات
- 2017 - حدك مدك[2]
- 2018 - بومبي وإلا
- 2019 - ترترونا وراهم